# Krokskäret (Kökar, Åland)
Krokskäret med Längskär är en ö i Åland (Finland). Den ligger i Skärgårdshavet och i kommunen Kökar i landskapet Åland, i den sydvästra delen av landet. Ön ligger omkring 68 kilometer öster om Mariehamn och omkring 220 kilometer väster om Helsingfors.
Öns area är 16,3 hektar och dess största längd är 0,9 kilometer i sydväst-nordöstlig riktning.

## Delöar och uddar
- Krokskäret 59°52′29″N 21°05′49″Ö / 59.87474°N 21.09689°Ö
- Längskär 59°52′29″N 21°05′24″Ö / 59.87477°N 21.09°Ö